# Lizzie Murphy
Lizzie Murphy, née le 13 avril 1894 et décédée le 28 juillet 1964, est une joueuse américaine de baseball. Surnommée la Reine du baseball (Queen of baseball), elle joua dans des équipes masculines.

## Biographie
Solide joueuse de première base dès son adolescence, Lizzie Murphy, également lanceuse à l'occasion, joue en semi-professionnel dès 1909. Elle évolue alors en bloomers, ces pantalons typiques des joueuses de baseball du début du XXe siècle. Elle adopte la même tenue que les hommes quand elle rejoint l'équipe semi-professionnelle des Ed Carr's All-Stars of Boston en 1918. Cette formation qui comprend d'anciens joueurs de Ligues majeures affronte des équipes de Nouvelle-Angleterre ou du Canada, avec une centaine de rencontres au programme par saison. Lizzie joue avec les Boston All-Stars pendant 17 ans. Lizzie gagnait plus de 100 dollars par semaine en additionnant son salaire fixe (5 dollars par match), les primes (généralement le partage de la recette) et les produits des ventes de cartes postales à son effigie (plus de 50 dollars par semaine).
Lizzie participe également à des matches de charité où elle affronte des équipes de Ligues majeures. C'est le cas le 14 août 1922, où elle joue avec la sélection des étoiles de la Ligue américaine deux manches en première base face aux Red Sox de Boston. Ce match était destiné à lever des fonds pour la famille de l'ancien joueur de ligue majeure Tommy McCarthy, décédé une semaine plus tôt à 59 ans.
Hostile aux honneurs et récompenses, elle refuse même d'assister à un diner organisé par ses fans. Près de 28 ans après son décès, le gouverneur de Rhode Island proclame le 1er juillet 1992 le Lizzie Murphy Recognition Day.